# Jonas Vlachos
Jonas Dimitrios Vlachos, född 9 januari 1970, är en svensk nationalekonom och debattör verksam vid Stockholms universitet, Institutet för Näringslivsforskning och Centre for Economic Policy Research (CEPR).
Vlachos blev fil.dr. 2002 med en doktorsavhandling om risker. Han var 2005-2006 redaktör för Ekonomisk Debatt och är sedan 2007 docent vid Stockholms universitet, där han senare blivit professor, och är medgrundare av den nationalekonomiska gruppbloggen Ekonomistas. Han har även varit sekreterare i Ekonomiska Rådet och gästforskare vid University of Chicago.
Vlachos har bland annat forskat om skolfrågor och utbildningsekonomi.